# Silvana Bacci
Silvana Bacci (* 16. Januar 1946) ist eine italienische Schauspielerin.

## Leben
Bacci spielte zwischen 1965 und 1970 in mehr fast fünfzig Filmen anfangs kleinste, dann Nebenrollen als mexikanisches Saloonmädchen oder Prostituierte in Italowestern – darunter in einigen Klassikern des Genres – oder als schönes Opfer des Film-Bösewichtes. Ihre Szene in Zwei glorreiche Halunken wurde auf Grund der Länge des Filmes von Sergio Leone herausgeschnitten. 1975 drehte sie nochmals einen Film.
Bacci lebt in Rom.

## Filmografie (Auswahl)
- 1965: Der steinerne Wald (Il tesoro della foresta pietrificata)
- 1965:  Gewagtes Spiel (Fernsehserie)
- 1966: Django (Django)
- 1966: Django, der Rächer (Texas addio)
- 1966: Django – Die Geier stehen Schlange (7 dollari sul rosso)
- 1966: Der Gehetzte der Sierra Madre (La resa dei conti)
- 1966: Das gewisse Etwas der Frauen (Come imparai ad amare le donne)
- 1966: Ringo mit den goldenen Pistolen (Johnny Oro)
- 1966: Sancho – dich küßt der Tod (Sette magnifiche pistole)
- 1966: Der Spion, der aus dem Speiseeis kam (Le spie vengono dal semi freddo)
- 1967: Django - unbarmherzig wie die Sonne (Sentenza di morte)
- 1967: Giarrettiera Colt
- 1967: Jonny Madoc rechnet ab (Pecos è qui: prega e muori)
- 1967: Radhapura – Endstation der Verdammten
- 1967: Western Jack (Un uomo, un cavallo, una pistola)
- 1968: Angélique und der Sultan (Angélique et le sultan)
- 1968: Barbarella
- 1968: Django – Unbarmherzig wie die Sonne (Sentenza di morte)
- 1968: Das Geschlecht der Engel (Il sesso degli angeli)
- 1968: Ich bin ein entflohener Kettensträfling (Vivo per la tua morte)
- 1968: Die Unschlagbaren (Gli intoccabili)
- 1969: Blutrache einer Geschändeten (Testa o croce)
- 1969: Seine Kugeln pfeifen das Todeslied (Il pistolero dell'Ave Maria)
- 1970: Django – Die Nacht der langen Messer (Ciakmull)
- 1971: 1000 Dollar Kopfgeld (Il venditore di morte)
- 1975: Il caso Raoul